# 柳僉
柳佥（?—?），字大中，号安愚，别号味茶居土。江苏吴县人，明朝正德嘉靖间人。
绝意仕进，有清远楼，好抄书，亦雅好飲茶，是一位吳縣隐士。潜心郦学，曾以宋本《水经注》40卷改正諸多错谬，是難得之佳作。